# Lea Martini
Lea Martini, née le 9 octobre 1973 à Prague, est une actrice pornographique tchèque.

## Biographie
Lea Martini, de son vrai nom, Lucie Pavlovicová, est étudiante quand elle participe en 1989 à la Révolution de velours. On retrouve sa trace à New York où elle exerce le métier de mannequin. Ambitieuse, Lea Martini rêve de devenir la Pamela Anderson du X. Elle commence par tourner en Allemagne en 1995, puis en Italie en 1996. Ses débuts sont difficiles, sous divers pseudonymes et dans différents pays. Ian Nichols lui confie son premier rôle important dans Le Jardin de Vénus. Sa carrière est alors définitivement lancée. Elle enchaîne sur d'importantes productions qu’elle choisit avec soin : elle tourne pour Marc Dorcel (La Ruée vers Laure), Luca Damiano (La Comtesse Gamiani), Andrew Blake (Paris Chic) et Alain Payet (La Dresseuse) pour ne citer que ceux-là. Martini part pour Adéria aux États-Unis où elle fait sensation. Elle y poursuivra sa carrière avant un adieu définitif à l'industrie du film pornographique en 2001.

## Filmographie (partielle)
Une filmographie plus complète est consultable sur IAFD.
| Parution | Titre de la vidéo                                  | Producteur             | Réalisateur             | Notes |
| -------- | -------------------------------------------------- | ---------------------- | ----------------------- | --- |
| 1989     | Betty Blue I                                       | Colmax                 | Alex Perry              | Avec Anita Rinaldi, Tania Larivière, Jennifer Dior, Michelle, Maria De Sanchez |
| 1990     | Betty Blue II                                      | Colmax                 | Alex Perry              | Avec Anita Rinaldi, Tania Larivière, Jennifer Dior, Michelle, Maria De Sanchez |
| 1995     | Nicht ohne meine Pussies (Jamais sans mes chattes) | F.M. Video             | Michael D'Angelo        | Avec Bellavista |
| 1996     | La Ruée vers Laure                                 | Vidéo Marc Dorcel      | Alain Payet             | Avec Laure Sainclair, Coralie, Anita Dark, Anita Blonde, Olivia Del Rio |
| 1996     | Snake Pitt                                         | Colmax                 | Gregory Dark            | Avec Selena, Kim Kitaine, Dawn Burning, Laura Palmer, Mia Ciccero, Roxanne Hall |
| 1996     | Ante Futura                                        | Studio Canal           | Ian Nichols             | Avec Karen Lancaume, Dolly Golden, Roberto Malone, Dalilla, Marc Barrow, Magella, Bruno SX |
| 1997     | Gamiani (La comtesse)                              | Rocxi Films            | Luca Damiano            | Beatrice Poggi, Eva Falk Jovanka, Linda Thoren, Nicolette Lars, Ursula Moore |
| 1997     | Confessions féminines 1                            | Wild Video             | Patrice Cabanel         | Avec Karen Lancaume, Magella, Zabou |
| 1997     | Confessions féminines 1                            | Wild Video             | Patrice Cabanel         | Avec Anita Dark, Maria de Sanchez, Mylena |
| 1997     | Indécente aux enfers (L')                          | Vidéo Marc Dorcel      | Michel Barny            | Avec Laure Sinclair, Linda Thoren, Karen Lancaume, Olivia del Rio, Anita Dark, Coralie |
| 1997     | Journal d'une infirmière                           | Vidéo Marc Dorcel      | Michel Barny            | Avec Laure Sainclair, Anita Blonde, Karen Lancaume, Élodie Chérie |
| 1997     | Labyrinthe                                         | Vidéo Marc Dorcel      | Alain Payet             | Avec Laure Sainclair, Erika Bella, Silvia Saint, Fovéa |
| 1997     | Paris chic                                         | Studio A Entertainment | Andrew Blake            | Avec Coralie Trinh Thi, Anita Blonde, Eva Falk, Tanya La Riviere |
| 1998     | Lolita                                             | Colmax                 | Alex Perry              | Avec Gessica Massaro, Michelle Dior, Olivia Costa, Christina Redgrave, Sabrina De Angelis, |
| 1998     | Passion de Guerre                                  | Vidéo Marc Dorcel      | Ricki Grimaldi          | Avec Philippe Dean, Olivia Del Rio, Bruno Sx, Dolly Golden, Marc Barrow |
| 1998     | Magic Eros                                         | Colmax                 | Francis Carrello        | Avec Anita Blonde, Erika Bella, Ursula Moore, Andras, Vegli Judith, Gabriella Bucci |
| 1998     | L'Ombre du désir                                   | VCA                    | Michael Ninn            | Avec Juli Ashton, Nikita, Lisa Belle |
| 1999     | Die Sperma-klinik                                  |                        | Harry S. Morgan         | Avec Sarah Young, Gina Wild, Sandy Style, Daniella Rush, Meridian |
| 1999     | Éternels Désirs                                    | Colmax                 | Joe d'Amato             | Avec : Anita Blonde, Erika Bella, Ursula Moore, Julia Teodora, Reinhard, Henrietta, Gabriella Bucci |
| 1999     | La Dresseuse                                       | Blue One               | Alain Payet             | Avec Zara Whites, Dru Berrymore, Fovéa, Océane, Daniella Rush |
| 2000     | Adultère                                           | Colmax                 | Alex Perry              | Avec Anita Dark, Liane Prince |
| 2001     | Prison                                             | Colmax                 | Alain Payet (John Love) | Avec Élodie Chérie, Eva Falk, Agathe, Jennifer Loca, Eva Delage, Michou, Michou La Belle, Nadege Rossi, Swanny. |
| 2004     | Scènes d'anthologie                                | Colmax                 | Divers                  | Compilation, avec La Ciccolina, Dolly Golden, Zara Whites, Jenna Jameson, Deborah Wells, Tabatha Cash |
| 2006     | Spécial fellations                                 | Colmax                 | Divers                  | Compilation, avec Hanovan Jameson, Marie Christine, Rita Faltoyano, Lisa Crawford, Mélanie Coste, Élodie Chérie, Dolly Golden, Andrea Sikos, Laura Angel, Zara Whites, Melanie, Claudia, Melissa, Océane, Lilith, Yoko, |
| 2008     | Stars anales                                       | Vidéo Marc Dorcel      | Christian Lavil         | Compilation avec 33 autres actrices |